# 1535 aux échecs
| Années des échecs : 1532 - 1533 - 1534 - 1535 - 1536 - 1537 - 1538    |
| Décennies des échecs : 1500 - 1510 - 1520 - 1530 - 1540 - 1550 - 1560 |

Cet article présente les faits marquants de l'année 1535 aux échecs.

## Naissances
- Alfonso Ceron, un des meilleurs joueurs d’échecs de son époque, avec Ruy Lopez[1].